# Bisley-with-Lypiatt
Bisley-with-Lypiatt est une paroisse civile du Gloucestershire, en Angleterre.